# کلمبیا
کُلُمبیا (به اسپانیایی: Colombia) با نام رسمی جمهوری کلمبیا (اسپانیایی: ) کشوری در شمال‌غربی آمریکای جنوبی است. کلمبیا در شرق با ونزوئلا (۲۳۴۱ کیلومتر)، در جنوب با برزیل (۱۷۹۰ کیلومتر)، پرو (۱۴۹۴ کیلومتر)، اکوادور (۷۱۸ کیلومتر) و از غرب با پاناما (۳۳۹ کیلومتر) مرز مشترک دارد. در شمال از طریق دریای کارائیب با اقیانوس اطلس و از غرب با اقیانوس آرام هم‌مرز است. کلمبیا چهارمین کشور بزرگ آمریکای جنوبی «بعد از برزیل و آرژانتین و پرو»، با مساحت ۱ میلیون و ۱۴۱ هزار کیلومتر مربع است. جمعیت این کشور ۵۱٬۰۵۰٬۰۰۰ نفر است. این کشور بعد از برزیل دارای بیشترین جمعیت در بین کشورهای آمریکای جنوبی است. پراکندگی جمعیتی کلمبیا یکسان نیست. اغلب مردم این کشور در یک سوم کوهستانی کشور یعنی جایی که بوگوتا پایتخت کلمبیا و سایر شهرهای بزرگ آن قرار دارند زندگی می‌کنند. بزرگ‌ترین و پر جمعیت‌ترین شهرهای این کشور «بوگوتا، مدلین، کالی، بارانکییا، کارتاخنا، کوکوتا، بوکارامانگا» هستند. از آنجا که این ناحیهٔ غربی کشور دارای آب و هوای مناسب و خاک غنی است، فعالیت‌های کشاورزی نیز اغلب در این ناحیه‌است.
این کشور همچنین از تاریخ ۵ نوامبر ۱۹۴۵ در سازمان ملل متحد عضو است.
از مشاهیر کلمبیا می‌توان به گابريل گارسيا ماركز و شکیرا اشاره کرد.
طول خطوط ساحلی این کشور ۳٬۲۰۸ کیلومتر است.

## نام
کلمهٔ «کلمبیا» از نام کریستف کلمب گرفته شده که فرانسیسکو میراندای انقلابی از آن برای اشاره به دنیای جدید، خصوصاً به قلمروی آمریکایی و مستعمرات اسپانیایی و پرتغالی استفاده کرد. این نام سپس توسط جمهوری بزرگ کلمبیا که بوسیلهٔ اتحادیهٔ ونزوئلا، گرانادای نو و اکوادور تشکیل شده بود بکار رفت.
در سال ۱۸۳۰، زمانی که کلمبیا و اکوادور جدا شدند، ناحیهٔ کاندینامارکا خود کشوری مستقل به نام گرانادای نو شد. در سال ۱۸۶۳ گرانادای نو رسماً نام خود را به ایالات متحده کلمبیا تغییر داد و در سال ۱۸۸۶ نام کنونی را برگزید: جمهوری کلمبیا.

## تاریخ
در حدود ۱۰۰۰۰ سال قبل از میلاد، جوامع شکارچی در بوگوتای امروزی (در «ال آبراً و» تیکوئنداماً) با یکدیگر تجارت کرده و همچنین روابطی با فرهنگ‌های موجود در درهٔ رودخانهٔ مگدالنا داشتند. در اولین هزارهٔ قبل از میلاد، گروه‌های سرخ‌پوست سیستم سیاسی کاسیکازگوها را ایجاد کرده که در آن در رأس هرم قدرت کاسیکها قرار داشتند. در داخل کلمبیا دو فرهنگ با سیستم بسیار پیچیدهٔ کاسیکازگو تایروناها در اقیانوس اطلس و میوسکاها در ارتفاعات اطراف بوگوتا بودند که هر دو از لحاظ زبانی از خانوادهٔ زبانی چیبچا بودند. گفته می‌شود که میوسکاها بعد از اینکاها پیشرفته‌ترین نظام سیاسی را در آمریکای جنوبی داشته‌اند.
کاشفان و جستجوگران اسپانیایی در سال ۱۵۰۰ اولین جستجوها را در ناحیهٔ ساحلی کارائیب توسط ردریگو د باستیداس انجام دادند. کریستف کلمب در سال ۱۵۰۲ به سفر در حوالی کارائیب پرداخت. در ۱۵۰۸ واسکو نونز دی بلبوآ به فتح این منطقه از ناحیهٔ اورابا پرداخت. در ۱۵۱۳، وی اولین اروپایی‌ای بود که اقیانوس آرام را کشف کرد و آن را Mar del Sur یا «دریای جنوب» نامید که در واقع راه اسپانیایی‌ها را به پرو و شیلی باز کرد. در ۱۵۲۵، اولین شهر اروپایی در قارهٔ آمریکا ایجاد شد که «سنتا ماریا لا انتیگو دل دارین» نام داشت. امروزه در سازمان چوکو قرار دارد. عمدهٔ جمعیت این منطقه از صدها قبیله از چیبچان و «کاریب» بودند که امروزه به نام مردم کارائیبی شناخته می‌شوند که این افراد در واقع مورد حملهٔ اسپانیایی‌ها قرار گرفتند و در نتیجهٔ بیماری، استثمار و جنگ از لحاظ جمعیت‌شناسی کاهش شدیدی در جمعیت بومی منطقه ایجاد شد. در قرن ۱۶ اروپایی‌ها شروع به آوردن برده از آفریقا کردند.
از زمان آغاز دورهٔ استثمار، شورش‌هایی بسیاری ضد اسپانیایی‌ها شکل گرفت که عمدتاً شکست خورده و توان تغییر اوضاع را نداشت. آخرین این شورش‌ها که خواستار استقلال کامل از اسپانیایی‌ها بود، بعد از استقلال سنت دومینگو در سال ۱۸۰۴ (که امروزه به هائیتی شناخته می‌شود) که باعث پشتیبانی از رهبران شورشی می‌شد در سال ۱۸۱۰ به وقوع پیوست: این شورش توسط سیمون بولیوار و فرانسیسکو دی سانتاندر با موفقیت انجام شد. سیمون بولیوار اولین رئیس‌جمهور کلمبیا و فرانسیسکو دی سانتاندر معاون رئیس‌جمهور شد و بعد از کناره‌گیری بولیوار، دی سانتاندر به عنوان دومین رئیس‌جمهور کلمبیا انتخاب شد. موفقیت کامل این شورش در سال ۱۸۱۹ اتفاق افتاد، زمانی که قلمروی سلطنتی گراندای نو جمهوری کلمبیای بزرگ شد و این کشور در واقع متحد اکوادور و ونزوئلا بود. پانامای امروزی که تا سال ۱۹۰۳ بخشی از کلمبیا بود نیز عضو این اتحادیه بود.
تقسیمات سیاسی داخلی و ارضی باعث تجزیهٔ ونزوئلا و کیتو (اکوادور امروزی) در سال ۱۸۳۰ شد. در این زمان «سازمان کاندینامارکا» نام «نیوا گراندا» را برگزید که این نام را تا سال ۱۸۵۶ همچنان داشت و سپس نام آن به تغییر کرد. در سال ۱۸۶۳، «ایالات متحدهٔ کلمبیا ایجاد شد و این عنوان تا سال ۱۸۸۶ همچنان مورد استفاده بود تا اینکه این نام به جمهوری کلمبیا تغییر یافت. تقسیمات داخلی به همان صورت باقی ماند و برخی مواقع باعث بروز جنگ‌های داخلی خونین می‌شد که زمینه را برای تفکیک پاناما با حمایت ایالات متحده آمریکا در سال ۱۹۰۳ آماده کرد. بلافاصله بعد از آن، کشور اندکی به ثبات سیاسی رسید، اما درگیری‌ای خونین در اواخر دههٔ ۱۹۴۰ و اوایل ۱۹۵۰ که به La Violencia (» وایلنس") مشهور بود اوضاع را ناآرام کرد. دلیل این درگیری افزایش تنش‌ها بین گروه‌های چریکی بود که به دلیل قتل جورج الیسر گایتان در ۹ آوریل ۱۹۴۸ برآشفته شده بودند، این درگیری که بعدها بوگوتازو نام گرفت باعث کشته شدن بیش از ۱۸۰ هزار کلمبیایی شد.
در سال ۱۹۹۱ یک قانون اساسی جدید جای قانون اساسی قبلی را که در سال ۱۸۸۶ تصویب شده بود گرفت که مجلس مؤسسان کلمبیا پیش‌نویس آن را تأیید کرد. این قانون اساسی دارای مفاد مهمی در ارتباط با موضوعات سیاسی، قومی، مردمی و حقوق جنسیتی بود که به تدریج به اجرا درآمد، با این وجود تضادها و موانع همچنان وجود داشتند.
در دهه‌های اخیر تأثیرات ناخوشایند قاچاق دارو، جنگ‌های چریکی و شورشها مانند یا FARC و گروه‌های ضدشورش غیرقانونی و همچنین گروه‌های شبه‌نظامی مانند the Autodefensas Unidas de Colombia AUC که درگیر نبردهای مسلح بسیار خونین می‌شوند از جمله مشکلات دولت بوده‌است. صنایع قدرتمند دارویی در کلمبیا با جذب مناسب ارز خارجی خصوصاً از آمریکا باعث تعادل تراز تجاری این کشور شده، اما از طرف دیگر سران دارویی باعث بی‌ثباتی دولت در دههٔ ۱۹۸۰ شده و آمریکا کشور همسایه پاناما را مورد حمله قرار داد.<!—بازنویسی—> در سال ۱۹۸۹، تا مانوئل نوریگا را که ارتباطاتی با قاچاق دارو داشته برکنار کند. گروه‌های شورشی مختلف اغلب با آدم‌ربایی و قاچاق دارو هزینه‌های خود را تأمین می‌کنند و در مناطق دور و روستایی وسیع اقامت دارند و در برخی موارد مانع ارتباط بین نواحی مختلف می‌شوند. از اوایل دههٔ ۱۹۸۹، تلاش‌ها برای برقراری مصالحه بین دولت و گروه‌های شورشی مختلف آغاز شده که یا با شکست مواجه شده یا تا حدودی توانسته جلوی این گروه‌ها را بگیرد. از جمله تلاش‌های اخیر در این زمینه در زمان ریاست جمهوری آندرس پاسترانا آرانگو بود که به مذاکره با FARC در فاصلهٔ سال‌های ۱۹۹۸ تا ۲۰۰۲ پرداخت.
در اواخر دههٔ ۱۹۹۰، رئیس‌جمهور آندرس پاسترانا ترفندی ابتکاری به نام طرح کلمبیا را اجرا کرد که دو هدف آن اتمام نبردهای مسلح و اجرای روش‌های ضد مواد مخدر بود. عاملی که بیشترین تناقض را در این طرح داشت و هزینه‌های کمتری دربرمی‌گرفت، استراتژی ضد مخدر آن بود که شامل افزایش سم‌زنی هوایی برای از بین بردن گیاه کوکائین بود. بسیاری از بخش‌ها این فعالیت را مورد انتقاد قرار دارند که از آن جمله عنوان این مطلب بود که سم‌پاشی هوایی به سایر محصولات نیز صدمه می‌زند و بر سلامتی افرادی که در معرض این سموم ضد گیاه قرار دارند نیز آسیب وارد می‌کنند. منتقدین همچنین عنوان کردند که این طرح در واقع رویکردی نظامی به مشکلات دارد و ریشه در نابرابری‌های اجتماعی کشور دارد.
در زمان ریاست جمهوری آلوارو اوریبه که قول داده بود بر FARC و سایر گروه‌های تبه‌کار فشار نظامی وارد کند، برخی شاخص‌های امنیتی بهتر شدند و آمار آدم‌ربایی کاهش یافت (از ۳ هزار ۷۰۰ در سال ۲۰۰۰ به سطح یک هزار و ۴۴۱ در سال ۲۰۰۴ رسید) و همچنین آمار آدم‌کشی نیز بین ژوئیه ۲۰۰۲ تا می۲۰۰۵ بیش از ۴۸٪ کاهش داشت. عنوان شده که این عوامل باعث بهبود وضعیت اقتصادی شده‌اند. 
تحلیل‌گران و منتقدان داخل کلمبیا بر این عقیده هستند که درجاتی از پیشرفت در زمینه‌های عنوان شده وجود داشته‌است، اما در مورد دلایل اصلی آن و صحت آن‌ها برخی مواقع اختلافاتی وجود دارد. برخی مخالفین راهکارهای امنیتی دولت را مورد انتقاد قرار داده‌اند و عنوان کرده‌اند که این راهکارها برای حل مشکلات بزرگ کلمبیا کافی نیستند و در واقع محیطی مساعد را برای ادامهٔ نقض حقوق بشر ایجاد کرده‌اند.
لازم است ذکر شود که کلمبیا از لحاظ توسعهٔ خطوط هوایی خود اولین کشور در آمریکای جنوبی و دومین در سطح جهان است. هواپیمایی ملی کلمبیا نام دارد. پس از آن، خطوط هوایی در کلمبیا ایجاد شد.

### پیوستن به ناتو
رئیس‌جمهور کلمبیا، خوان مانوئل سانتوس، روز جمعه ۲۵ مه ۲۰۱۸ اعلام کرد، کلمبیا به سازمان همکاری و توسعه اقتصادی (OECD) پیوسته‌است و با شروع هفته آینده یک شریک جهانی ناتو خواهد شد.
وی طی سخنرانی تلویزیونی خود گفت: «ما هفته آینده در بروکسل این اقدام را رسمی می‌کنیم و ورود کلمبیا به ناتو به‌صورت شریک جهانی خیلی مهم است و ما تنها کشور آمریکای لاتین هستیم که از چنین امکانی برخوردار می‌شویم.»

## گردشگری

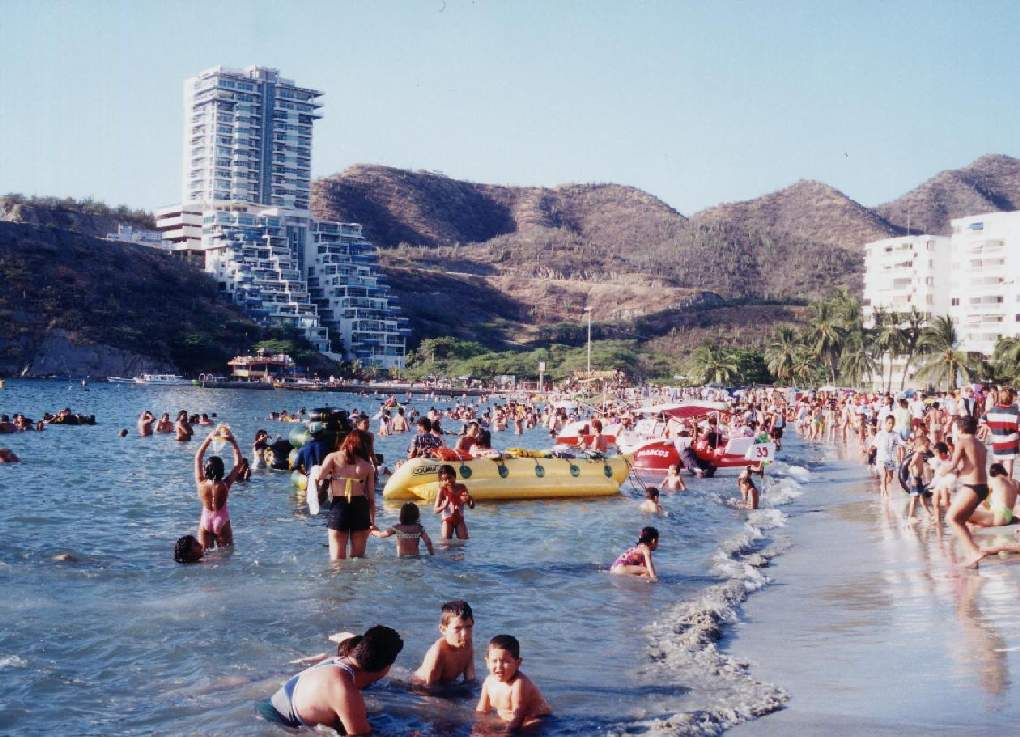

کلمبیا هر روز از سال یک فستیوال دارد. اغلب در زمان مشهورترین فستیوال‌ها در کلمبیا (مانند نمایشگاه کالی، کارنیوال بارانکیولا و فستیوال تئاتر Iberoamerican و همچنین فستیوال گل‌ها) است که توریستها به این کشور سفر می‌کنند. خیلی‌ها همچنین در زمان جشن کریسمس و جشن‌های استقلال کلمبیا و سایر محل‌های اصلی جذب گردشگران بین‌المللی است. از زمان روی کار آمدن پرزیدنت اوریبه در سال ۲۰۰۲، وی با افزایش توان نظامی دولت و افزایش حضور نیروی پلیس توانسته امنیت و ثبات را در کلمبیا بالا برد؛ و این شرایط نتایج بسیار مثبتی برای اقتصاد کشور به‌وجود آورده‌است. بر اساس گزارش سازمان بین‌المللی گردشگری در سال ۲۰۰۴، کلمبیا در فاصلهٔ سال‌های ۲۰۰۰ تا ۲۰۰۴ از لحاظ رشد جذب گردشگر در آمریکای جنوبی در مکان سوم قرار داشته‌است. (۲/۹٪) تنها پرو و سورینام رشد بیشتری از کلمبیا داشته‌اند.

## وضعیت زمینی
کلمبیا در مقایسه با سایر مناطق در آمریکا جنوبی دارای بیشترین تنوع فیزیکی در قلمرویش است. این کشور بخشی از «حلقهٔ آتش» اقیانوس آرام است که در واقع محلی زلزله‌خیز و در معرض آتشفشان است.
سطح ارضی کلمبیا الگوهای پیچیده‌ای دارد. یک سوم غربی کشور از این لحاظ بسیار پیچیده‌است. این ناحیه از ساحل اقیانوس آرام در غرب شروع می‌شود و با عرض جغرافیایی ۵ درجهٔ شمالی به سمت شرق می‌رود که شامل صورت‌های گوناگونی است. در غربی‌ترین ناحیه، قسمت بسیار باریک و غیرممتد خط ساحلی اقیانوس آرام قرار دارد که در پشت آن Serranía de Baudó که کم‌پهناترین و کم‌ارتفاع‌ترین کوهستان کلمبیا است قرار دارد. بعد از آن ناحیهٔ وسیع و پست Río Atrato / ریو سنت جوئان قرار دارد که به عنوان جایگزین کانال پاناما، به عنوان یک مسیر بین اقیانوس آرام و اطلس پیشنهاد شده‌است. منطقهٔ کوهستانی اصلی غربی، کوردیلرا اکسیدنتال، نسبتاً مرتفع است و بلندی قلهٔ آن به ۴ هزار متر می‌رسد. درهٔ رودخانهٔ کائوکا، که ناحیهٔ کشاورزی مهمی است و چندین شهر بزرگ در آن قرار دارند، ناحیهٔ ′کوردیلرا اکسیدنتال′ را از ناحیهٔ پهناور ′کوردیلرای مرکزی′ جدا می‌کند. چنیدن قلهٔ برفی در ناحیهٔ کوردیلرای مرکزی وجود دارند که بلندی برخی از آن‌ها ۵ هزار و ۵۰۰ متر می‌رسد. درهٔ برفی و گل‌آلود رودخانهٔ مگدالنا که مسیر حمل‌ونقلی مهمی است، ناحیهٔ کوردیلرای مرکزی را از ناحیهٔ کوردیلرای شرقی جدا می‌سازد. قله‌های کوردیلرای شرقی نسبتاً مرتفع هستند. حدود ارتفاعات این سلسله کوه‌ها با سایر کوهستان‌های کلمبیا تفاوت دارد و فرق آن این است که در این کوهستان چندین حوزهٔ رودخانهٔ وسیع وجود دارد. در شرق، ناحیهٔ کم‌جمعیت و مسطح تا شیبدار که حدوداً ۶۰٪ مساحت کشور را شامل می‌شوند، llanos نام گرفته‌اند.
این منطقه عرضی کلمبیا شامل دومنطقهٔ کشور نمی‌شود: ناحیهٔ ساحلی ′پست کارائیب′ و ′Sierra Nevada ′de Santa Marta که هر دو در شمال کشور قرار دارند. زمین‌های پست غرب اغلب باتلاقی هستند و مردم کلمبیا مرداب‌های پوشیده از علف هرز این ناحیه را ciénagas نامیده‌اند. شبه‌جزیرهٔ گواخیرا در شرق نیمه‌بایر است. ′سیرا نوادا′ ناحیه‌ای مثلثی و پوشیده از صخره‌های برفی است که قسمت‌های شرقی این ناحیه را در برمی‌گیرد.
نزدیکی کلمبیا به خط استوا بر آب‌وهوای این کشور تأثیر گذاشته‌است. نواحی پست همیشه داغ هستند. ارتفاعات بر دما تأثیر بسیاری دارند. دما با هر ۳۰ متر افزایش از سطح دریا، ۲ درجهٔ سانتی‌گراد کاهش می‌یابد.
میزان بارش در کلمبیا در مناطق مختلف متفاوت است و به سمت جنوب کشور بارندگی بیشتر است. این قضیه خصوصاً در مورد نواحی پست شرقی درست است. به‌طور مثال بارندگی در شبه‌جزیرهٔ گواخیرا به ندرت از ۷۵ میلی‌متر در سال تجاوز می‌کند. با این حال در نواحی پرباران جنوبی معمولاً بیش از ۵۰۰ میلی‌متر بارندگی در سال وجود دارد. میزان بارندگی در سایر مناطق حدوداً میان این دو است.
ارتفاع نه تنها بر دما بلکه بر پوشش گیاهی نیز مؤثر است. در واقع ارتفاع یکی از مهم‌ترین عوامل مؤثر بر الگوی پوشش گیاهی در کلمبیا است. مناطق کوهستانی کشور را از لحاظ پوشش گیاهی وابسته به ارتفاع را می‌توان به چندین ناحیه تقسیم کرد، بااین‌حال محدودهٔ ارتفاع هر ناحیه ممکن است به نسبت عرض متغیر باشد.
ناحیهٔ سرزمین داغ، زیر ۱۰۰۰متر ناحیهٔ گیاهان حاره‌ای مانند موز است. ناحیهٔ ناحیهٔ معتدل، از ۱۰۰۰ تا ۲۰۰۰متر منطقهٔ قهوه و ذرت است. گندم و سیب‌زمینی در ناحیهٔ ناحیهٔ سرد، ۶  ۲۰۰۰ تا ۳۲۰۰ متر رشد می‌کنند. درختان برای استفاده به عنوان هیزم در مناطقی قطع شده‌اند. چراگاه‌های بی‌درخت در واقع مربوط به علف‌زارهای آلپ و páramos در ارتفاع ۳ هزار و ۹۰۰ تا ۴ هزار و ۶۰۰ متر است. در ارتفاعات بالای ۴۶۰۰ متر که دما زیر صفر است و tierra helada نامیده می‌شود تنها برف و یخ دیده می‌شود. {}
الگوهای بارندگی نیز بر پوشش گیاهی تأثیر می‌گذارد. جنگل‌های پوشیده از بوته و درختچه‌ها در مناطق نسبتاً کم‌آب شمالی قرار دارند. در جنوب پوشش گیاهی بی‌درخت (بیابانی) قسمت llanos در کلمبیا را پوشش داده‌است. در مناطق بارانی در جنوب‌شرق کلمبیا باران‌های حاره‌ای باریده می‌شود. در کوهستان‌ها، الگوهای متناوب تسریع باران در مناطق کوه آلپ در واقع الگوهای پوشش گیاهی را پیچیده کرده‌است. مناطق بارانی کوهستان‌ها ممکن است سرسبز و پرآب باشد، درحالی‌که طرف دیگر که باران ندارد ممکن است بسیار خشک باشد.
مساحت وسیعی در کلمبیا برای کاشت گیاه کوکائین استفاده می‌شود. در سال ۲۰۰۴، ۱۱۴ هزار و ۱۰۰ هکتار از خاک کلمبیا زیر کاشت این گیاه بود و در واقع کلمبیا هر ساله توان تولید ۴۳۰ تن کوکائین را دارد. کشت کوکائین از جمله فعالیت‌های تجاری مهم در کلمبیا است و حتی زمین‌های دولتی نیز از جاه‌طلبی صاحبان و سران این تجارت در امان نمانده‌اند.

## سیاست

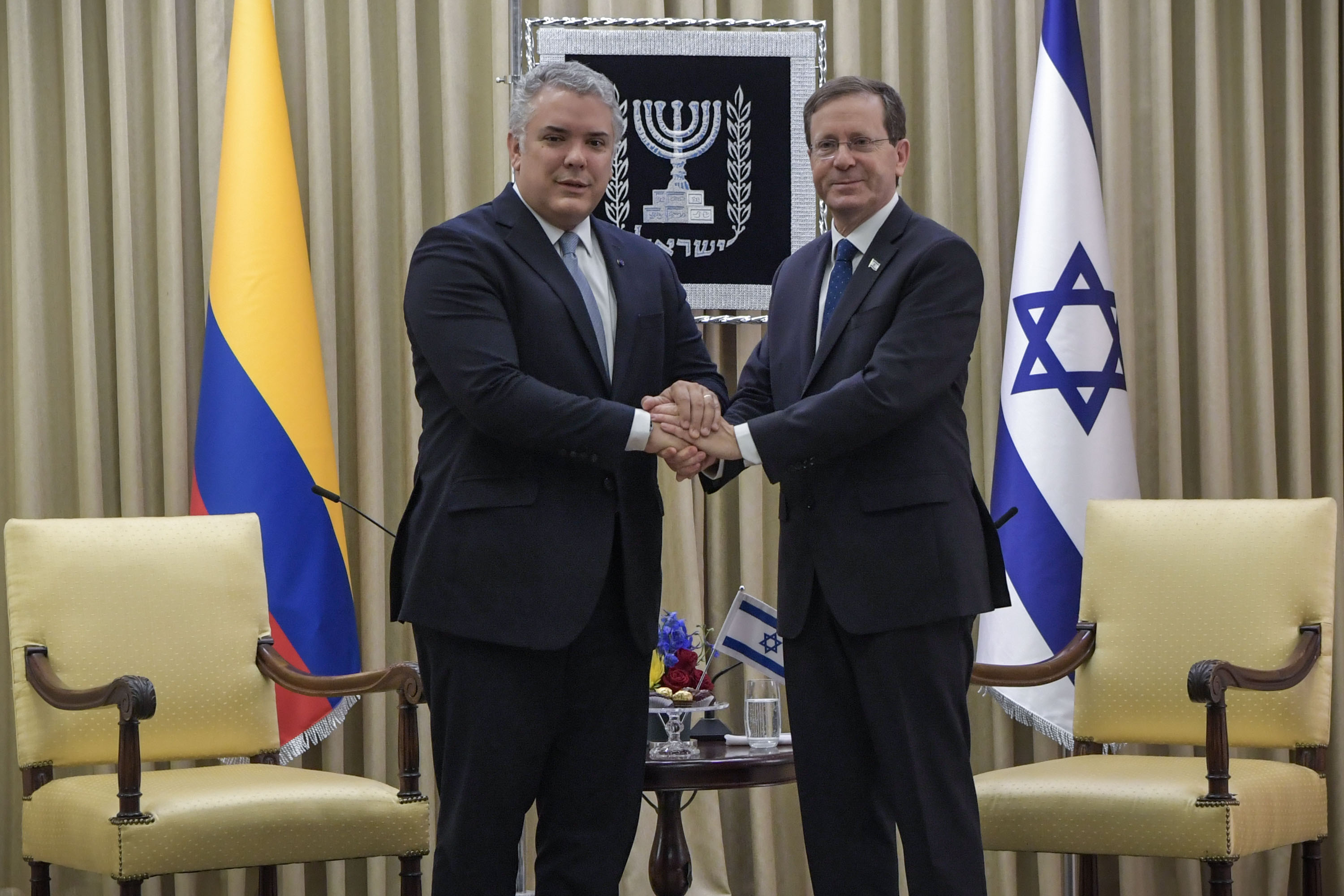
ایوان دوکه مارکز، سی‌وسومین رئیس‌جمهور کلمبیا و اسحاق هرتزوگ، یازدهمین رئیس‌جمهور اسرائیل

قوهٔ مجریه در کلمبیا در راس ساختار حکومت قرار دارد. رئیس‌جمهور و معاون رئیس‌جمهور همراه با هم در یک انتخابات همگانی برای یک دورهٔ چهار ساله انتخاب می‌شوند؛ و رئیس‌جمهور هم رئیس دولت و هم رئیس کشوراست. در ۱۹ اکتبر ۲۰۰۵ قانون اساسی کلمبیا اصلاح شد و طبق قانون جدید رئیس‌جمهور می‌تواند در دو دورهٔ چهار سالهٔ متوالی سر کار بیاید. با این وجود، حاکمان بخش‌ها و شهردارها و سایر مقامات اجرایی برای یک دورهٔ سه ساله انتخاب می‌شوند و نمی‌توانند بلافاصله دوباره انتخاب شوند.
در ۲۸ می ۲۰۰۶ رئیس‌جمهور آلوارو اوریبه ولز با ۶۲٪ آرا دوباره انتخاب شد و ۲۲٪ از مردم به کارلوس گاویریا دیاز از قطب مردمی و ۱۲٪ به هریشیو سرپا اوریبه از حزب لیبرال رأی دادند.
قوهٔ مقننه: مجلس و شورای کلمبیا در واقع کنگرهٔ کلمبیا که شامل ۱۶۶ کرسی مجلس نمایندگان و ۱۰۲ کرسی مجلس سنای کلمبیا است. اعضای مجلس و سنا با انتخابات مردمی برای یک دورهٔ چهار ساله برگزیده می‌شوند. کلمبیا همچنین در کمیتهٔ ملت‌های آمریکای جنوبی عضو می‌باشد. هم‌زمان با اعضای کنگره، نمایندگان بخش‌ها و کنسول شهرها نیز انتخاب می‌شوند.
قوهٔ قضائیه: طی دههٔ ۱۹۹۰، در شاخهٔ قضایی کلمبیا اصلاحات عمده‌ای صورت گرفت و در حال حاضر در حال تغییر از سیستم بازجویی‌مدار به یک سیستم خصمانه است. درقسمت‌هایی از نواحی کلمبیا که در آنجا قهوه کشت می‌شود و همچنین در شهر بوگوتا از سیستم خصمانه استفاده می‌شد و سایر نواحی کشور نیز در تاریخ اول ژانویه ۲۰۰۶ خواستار اجرای آن شدند. در راس سیستم قضایی کلمبیا دادگاه عالی عدالت قرار دارد و اعضاء توسط رئیس‌جمهور و کنگره تعیین می‌شوند.

## ساختار سیاسی
از نظر تقسیمات کشور کلمبیا یک کشور بر دارای ساختار عدم تمرکز می‌باشد. کلمبیا به ۳۲ بخش و یک ناحیهٔ مرکزی تقسیم می‌شود (بوگوتا همچنین به عنوان پایتخت بخش Cundinamarca نیز محسوب می‌شود). بر اساس تقسیمات کشوری هر بخش به چند شهرداری تقسیم می‌شوند. واحد کوچک‌تر از بخش روستا می‌باشد.
هر بخش دارای یک حکومت محلی با فرماندار و مجمعی است که مستقیماً توسط مردم منطقه برای دوره‌های چهار ساله انتخاب می‌شوند و هر شهرداری توسط شهردار و شورا اداره می‌شود. در هر یک از بخش‌ها و شهرداری و روستاها یک هیئت اداری محلی منتخب مردم وجود دارد.
چهار شهر سانتا مارتا، کارتاگنا، بارانکیلا، بوئناوانترا نیز همانند بوگوتا به عنوان بخش ویژه شناخته می‌شوند

جغرافیای کلمبیا

## جغرافیا
خاک سرزمین کلمبیا دارای شرایط فیزیکی متنوعی است و از قله‌های بلند و برفی آند تا دشت‌های گرم و مرطوب حوزهٔ رود آمازون را شامل می‌شود.

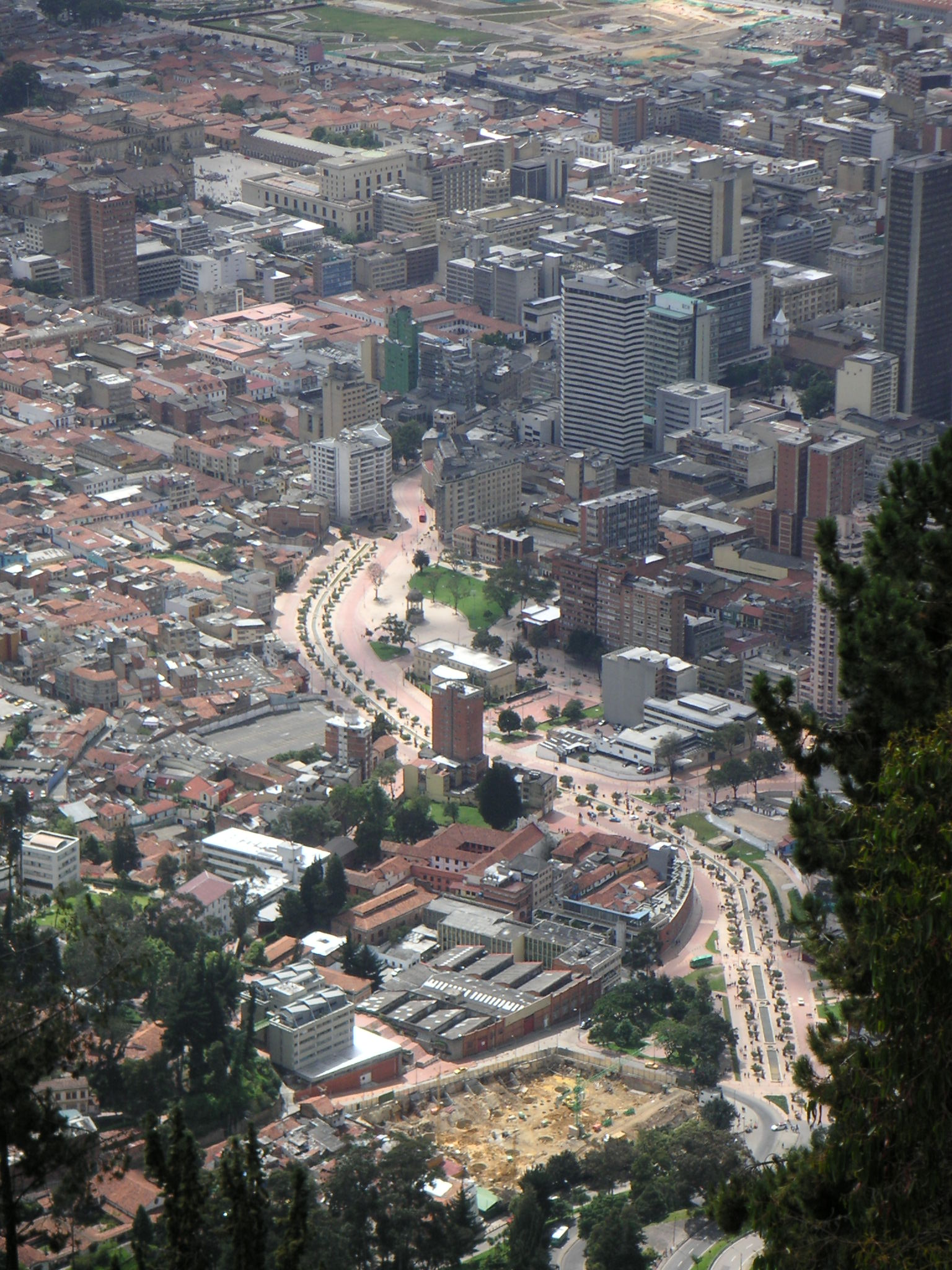
نمای مرکز شهر بوگوتا از مونسراته در نزدیکی شهر

## شهرهای مهم کلمبیا
- بوگوتا ۷٬۶۷۵٬۰۰۰ نفر
- مدلین ۲٬۰۰۰٬۰۰۰ نفر
- کالی ۲٬۳۹۳٬۰۰۰ نفر
- بارانکیا ۱٬۳۸۰٬۰۰۰ نفر
- بوکارامانگا ۵۷۲٬۰۰۰ نفر
- کارتاخنا ۹۵۲٬۰۰۰ نفر
- کوکوتا ۷۲۱٬۰۰۰ نفر
- پریرا ۴۴۰٬۰۰۰ نفر
- سانتا مارتا ۴۳۲٬۰۰۰ نفر
- ایباگه ۴۲۲٬۰۰۰ نفر
- پستو ۳۸۲٬۰۰۰ نفر
- مانیزالس ۳۵۸٬۰۰۰ نفر
- نیوا ۳۵۳٬۰۰۰ نفر
- والدوپار ۳۰۸٬۰۰۰ نفر
- ویلاویسنسیو ۳۲۲٬۰۰۰ نفر
- مونتریا ۲۷۲٬۰۰۰ نفر
- بونونتورا ۲۴۱٬۰۰۰ نفر

## گروه‌های قومی
بر اساس آمار اکثر کلمبیایی‌ها کاتولیک، اسپانیایی زبان و دورگه مستیزو (اروپایی-سرخ‌پوست) هستند. حدود ۲۵٪ از کلمبیایی‌ها از ریشهٔ خالص اروپایی هستند، ۱۲٪ از آن‌ها سیاه یا آمیخته‌ای از نژاد آفریقایی و اروپایی هستند. اجداد افراد سیاه‌پوست کلمبیایی برای کار در مزرعه به عنوان برده در دورهٔ استثمار به این کشور آورده شده‌اند. آن‌ها نقشی مهم در شکل‌گیری میراث فرهنگی کلمبیا داشته‌اند. حدود ۳درصد مردم کلمبیا آمیخته‌ای از نژاد سیاه و سرخ هستند. ۵درصد افراد این کشور نیز از نژاد خالص سرخ‌پوست هستند.
بیش از دوسوم کلمبیایی‌ها در مناطق شهری زندگی می‌کنند- رقمی که بسیار بیشتر از میانگین جهانی است. نرخ باسوادی (۹۴٪) در کلمبیا نیز بسیار بالاتر از میانگین جهانی است و همچنین نرخ رشد جمعیت هم بالاتر از میانگین جهانی است. جمعیت جوان کلمبیا بسیار زیاد است و دلیل آن هم کاهش اخیر مرگ و میر نوزادان می‌باشد. حدود ۳۳٪ جمعیت کلمبیا چهارده سال یا کمتر سن دارند اما تنها ۴٪ مردم این کشور ۶۵ ساله یا مسن‌تر هستند.

## اقتصاد

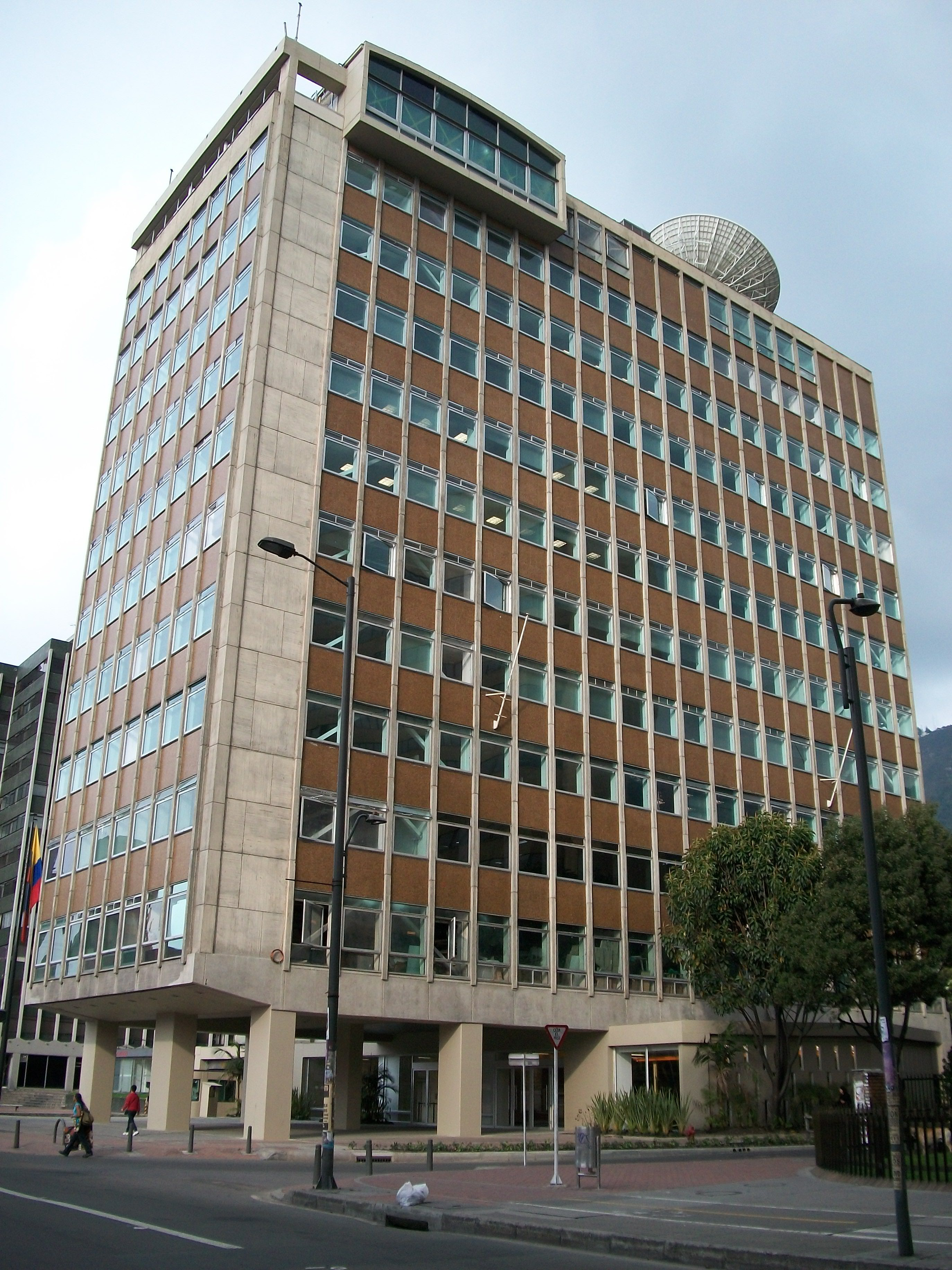
اکوپترول بزرگ‌ترین و اصلی‌ترین شرکت نفتی در کشور کلمبیا

پس از یک دهه رشد اقتصادی مناسب (میانگین رشد تولیدات خالص داخلی بیش از ۴٪ در دورهٔ ۱۹۹۸–۱۹۷۰)، کلمبیا در سال ۱۹۹۹ دچار رکود اقتصادی شد (اولین رشد اقتصادی منفی سالانه از سال ۱۹۲۹)، و رفع این وضعیت بسیار وقت‌گیر و سخت بود. کمی تقاضای داخلی و خارجی، وضعیت سخت بودجهٔ دولت و درگیری‌های مسلح شدید داخلی از جمله مشکلات اقتصاد کلمبیا هستند. بر اساس شاخص‌های اقتصادی صندوق بین‌المللی پول که در سپتامبر ۲۰۰۶ انتشار یافت، پیش‌بینی شده‌است که میزان تولیدات ناخالص داخلی کلمبیا در سال ۲۰۱۹ به سقف ۳۵۵ میلیارد دلار آمریکا برسد. تورم در کلمبیا از سال ۲۰۰۴ زیر ۶٪ بوده‌است و بر اساس پیش‌بینی‌ها در سال ۲۰۰۶ به زیر ۵٪ می‌رسد. صادرات اصلی کلمبیا شامل کالاهای تولیدی (۳۲/۴۱٪ صادرات)، مواد نفتی (۲۸/۲۸٪)، زغال‌سنگ (۱۷/۱۳٪) و قهوه (۲۵/۶٪) است. کلمبیا همچنین بزرگ‌ترین صادرکنندهٔ بارهنگ به آمریکا است. کل واردات، صادرات و تراز تجاری کلمبیا در بالاترین میزان هستند و جاری شدن مبالغ بسیاری که از طریق صادرات بدست آمده‌اند باعث بهاگذاری مجدد ارزش پزو کلمبیایی شده‌است.
مشکلات این کشور طیف گسترده‌ای شامل سیستم حقوق بازنشستگی، دارو و بیکاری دارد. بسیاری از نهادهای مالی بین‌المللی اصلاحات اقتصادی رئیس‌جمهور فعلی آلوارو اوریبه را مورد تقدیر قرار داده‌اند که از جملهٔ کارهای وی اقدام برای کاهش کسری بخش دولتی به زیر ۵/۲٪ تولیدات خالص داخلی است. سیاست اقتصادی دولت و استراتژی امنیت ملی باعث ایجاد اطمینان در اقتصاد شده‌است و در نتیجه رشد GDP کلمبیا در سال ۲۰۰۳ جزء بالاترین‌ها در آمریکای لاتین بود.بازار بورس کلمبیا

## جمعیت

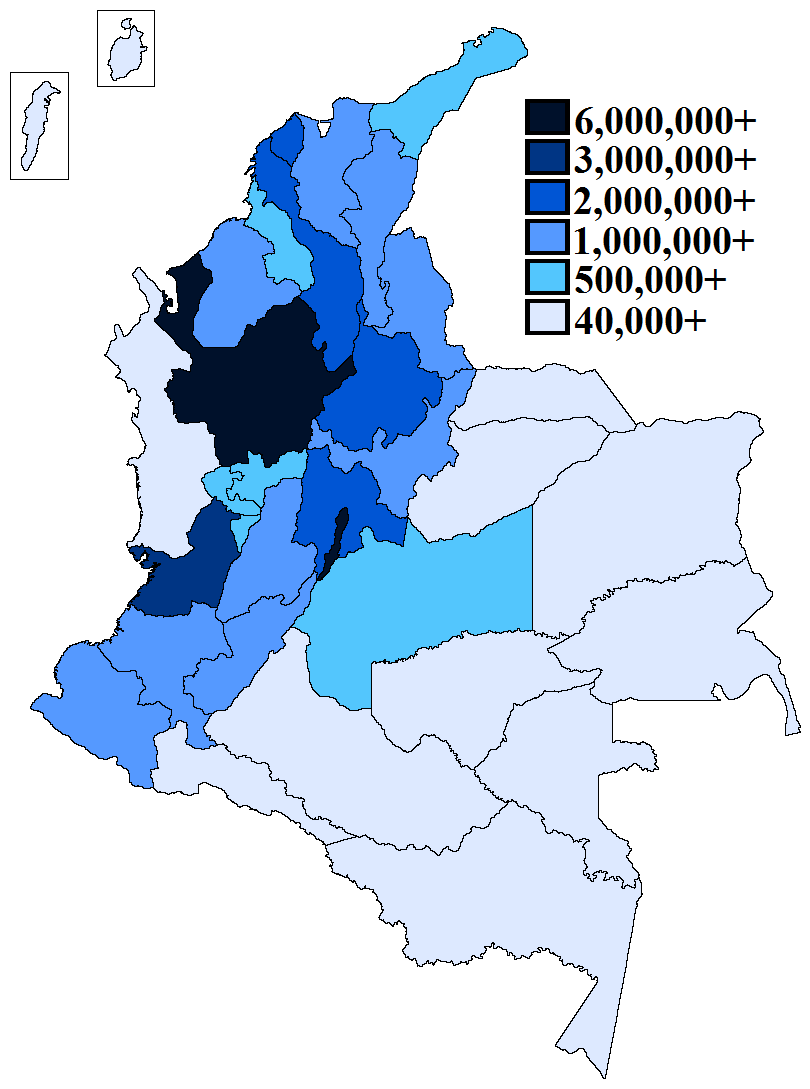
آمار جمعیت کلمبیا در ۲۰۱۳

کلمبیا با جمعیت ۵۰٬۸۸۳٬۰۰۰ نفردر سال ۲۰۲۰ سومین کشور پرجمعیت در آمریکای لاتین بعد از برزیل و مکزیک است.
در اواسط قرن بیستم مهاجرت از مناطق روستایی به شهرها بسیار زیاد بود اما بعد از آن این روند کاهش یافته‌است.
جمعیت شهری از رقم ۳۱٪ کل جمعیت در سال ۱۹۳۸ به سقف ۵۷٪ در سال ۱۹۵۱ و ۷۰٪ در سال ۱۹۹۰ رسید. در حال حاضر این رقم بیش از ۷۷٪ است. ۳۰ شهر در کلمبیا دارای جمعیت ۱۰۰ هزار نفر و بیشتر هستند. نه بخش پست شرقی که حدود ۵۴٪ مساحت کلمبیا را شامل می‌شوند، کمتر از ۳٪ جمعیت را در خود جای داده‌اند و تراکم جمعیتی آنجا کمتر از یک نفر در هر کیلومتر مربع است (دو نفر در هر مایل مربع).
کلمبیا دارای جمعیت متنوعی است که نشاندهندهٔ تاریخ غنی این کشور و مردمانی است که از گذشته‌های دور در این ناحیه زندگی می‌کردند. آمیخته‌ای از گروه‌های اصلی مختلف اساس جمعیتی فعلی کلمبیا را تشکیل می‌دهند: مهاجران اروپایی، بومی‌ها، بردگان آفریقایی، آسیایی‌ها، اهالی خاورمیانه و سایر مهاجران اخیر. بسیاری از جمعیت بومی به جمعیت دورگه تبدیل شدند، اما ۷۰۰ هزار بومی باقی‌ماندهٔ فعلی از بیش از ۸۵ فرهنگ مختلف هستند. مهاجران اروپایی عمدتاً از مستعمره‌نشینان اسپانیایی بودند، اما گروه اندکی هم از هلند، آلمان، فرانسه، سوئیس، بلژیک و تعداد کمتری از لهستان، لیتوانی، انگلیس و کرواسی بودند که در زمان جنگ جهانی دوم و جنگ سرد مهاجرت کرده بودند. به‌طور مثال شهردار سابق بوگوتا آنتاناس موکاس فرزند مهاجران لیتوانی بود. آفریقایی‌ها در قرن ۱۶به عنوان برده به کلمبیا خصوصاً نواحی پست ساحلی این کشور آورده شدند و این انتقال تا قرن ۱۹ همچنان ادامه داشت. پس از پایان این قضیه، یک ایدئولوژی ملی مستیزاجا مشوق آمیزش بومی‌ها، اروپایی‌ها و جوامع سرخ‌پوست برای تشکیل هویت قومی دورگه شد.
سایر مهاجران از آسیا، خاورمیانه خصوصاً لبنان، اردن، سوریه، چین، ژاپن و کره می‌باشند.

## مذهب
ادیان در کلمبیا (اطلاعات‌نامه جهان 2014)
اکثر جمعیت کلمبیا (۸۷٪) کاتولیک هستند. حدود ۹٪ پروتستان هستند. ۳ ٪ جمعیت خود را بی‌دین عنوان کرده‌اند. ۱٪ به آیین بومی معتقد هستند. کمتر از ۱٪ هم بودایی، مسلمان و معتقد به مورمن هستند.

## پرچم کلمبیا
پرچم فعلی کلمبیا زرد، آبی و قرمز است. این پرچم برای اولین بار توسط فرانسیسکو د میراندا در هائیتی طراحی شد، زمانی که سیمون بولیوار در حال آماده شدن برای دستیابی به استقلال جمهوری بزرگ کلمبیا بود. زرد نشان دهندهٔ غنای طلای کلمبیا است. آبی در واقع نشان دهندهٔ دو اقیانوسی هستند که در شمال و غرب کلمبیا قرار دارند. قرمز بیانگر خون سربازانی است که برای استقلال کلمبیا جنگیده و کشته شده‌اند و همچنین نشان دهندهٔ خون مسیح و اعتقادات مسیحی کلمبیایی‌هاست.

## سرگرمی
- سینمای کلمبیا
- فهرست شوهای تلویزیونی کلمبیا
- پارک بمو

## ورزش‌ها
- فوتبال(ساکر)
- بیسبال
- بسکتبال
- دوچرخه‌سواری
- «تِخُو»
- اسکیت سرعتی
- رانا
- بلاس کریولاس
- کُولِئُو
- والیبال

## فرهنگ
از مشاهیر فرهنگی کلمبیا در سطح فرهنگ عامه‌ی جهانی، می‌توان به گابريل گارسيا ماركز و شکیرا اشاره کرد.
- فهرست دانشگاه‌های کلمبیا
- آشپزی کلمبیایی
- موسیقی کلمبیا
- کارناوال در کلمبیا
- فستیوال‌ها در کلمبیا
- فستیوال تئاتر Iberoamerican

فستیوال بزرگ آتش
کلمبیا، دوبرنده جایزه نوبل دارد:
رده:برندگان جایزه نوبل اهل کلمبیا

## گردشگری

### مکان‌های طبیعتی جذب گردشگر
- پارک ملی قهوهٔ کلمبیا (مونتنگرو، کویندیو)
- پارک ملینوادو دل روئیس (نزدیک مانیزالس)
- باغ گیاه‌شناسی بوگوتا (بوگوتا)
- پارک PANACA
- پارک Tayrona (سانتا مارتا)
- Desierto de Tatacoa
- پارک ملی Chicamocha Canyon
- Gorgona y Malpelo
- موزهٔ طلا (بوگوتا)

### مکانهای هنری
- موزهٔ فرناندو بوترو (بوگوتا)
- بانک جمهوری (بوگوتا)

### موزه‌ها
- موزهٔ طلا (مرکز شهر بوگوتا)
- موزهٔ باستان‌شناسی پاسکا (پاسکا)
- قلعهٔ سنت فلیپ (کارتاگنا، کلمبیا)
- Museo Nacional (موزهٔ ملی کلمبیا) (مرکز شهر بوگوتا)

## حمل و نقل
کلمبیا دارای شبکه‌ای از بزرگراه‌های ملی می‌باشد که Instituto Nacional de Vías یا INVIAS (انستیتوی ملی راه‌های جاده‌ای) نهاد دولتی مسئول حفظ و نگهداری از آن‌ها است. بزرگراه سراسری آمریکا از کلمبیا عبور می‌کند و کشور را از شرق به ونزوئلا و از جنوب به اکوادور متصل می‌کند.